# Dr Pepper Snapple Group
Die Dr Pepper Snapple Group Inc. ist ein US-amerikanisches Unternehmen der Getränkeindustrie mit Sitz in Plano (Texas).

## Geschichte
1995 wurde Dr Pepper/Seven Up vom britischen Süßwarenkonzern Cadbury Schweppes erworben und war bis 2008 Tochtergesellschaft des Konzerns.
2003 entstand die nordamerikanische Getränkesparte Cadbury Schweppes Americas Beverages des Konzerns Cadbury Schweppes aus dem Zusammenschluss von Dr Pepper/Seven Up, der Snapple Beverage Group, Mott's LLP und Bebidas Mexico.
2008 gliederte Cadbury Schweppes die Getränkesparte aus dem Konzern aus und die Dr Pepper Snapple Group entstand. Im selben Jahr erwarb die Dr Pepper Snapple Group einen Minderheitsanteil an der Big Red, Inc., den Hersteller von Big Red, NuGrape, Nesbitt's und weiteren Getränkemarken.
Das Unternehmen ist einer der leistungsfähigsten Stipendiengeber der USA (siehe auch: Studienfinanzierung und -förderung in den Vereinigten Staaten).
Im Juli 2018 wurde die Dr Pepper Snapple Group durch den US-Kaffeehersteller Keurig Green Mountain übernommen, der sich im Besitz der in Luxemburg ansässigen JAB Holding der deutschen Unternehmerfamilie Reimann befindet. Aufgrund der Übernahme änderte Keurig Green Mountain den Firmennamen zu Keurig Dr Pepper.

## Vertrieb
Manche Dr Pepper/Seven Up-Marken werden weiterhin an Pepsi, Coca-Cola und unabhängige Abfüller in verschiedenen Regionen der Vereinigten Staaten und Kanada lizenziert.
Da Dr Pepper Snapple hauptsächlich in Nordamerika tätig ist, sind seine Marken in Europa an lokale Abfüller wie Krombacher lizenziert, die auch für den Vertrieb verantwortlich sind.

## Marken
Folgende Marken befinden sich derzeit u. a. im Portfolio von Dr Pepper/Seven:
- 7 Up
- A&W Root Beer & Limonaden
- Cactus Cooler
- Canada Dry
- Crush
- Dr Pepper
- Hires
- Orangina
- Snapple
- Schweppes
- Sunkist